# Riečka (powiat Rymawska Sobota)
Riečka (węg. Sajórecske) – wieś (obec) na Słowacji położona w kraju bańskobystrzyckim, w powiecie Rymawska Sobota. Pierwsze wzmianki o miejscowości pochodzą z roku 1282. 
Według danych z dnia 31 grudnia 2012, wieś zamieszkiwało 229 osób, w tym 106 kobiet i 123 mężczyzn.
W 2001 roku rozkład populacji względem narodowości i przynależności etnicznej wyglądał następująco:
- Słowacy – 12,33%
- Czesi – 0,44%
- Romowie – 3,08%
- Węgrzy – 84,14%

Ze względu na wyznawaną religię struktura mieszkańców kształtowała się w 2001 roku następująco:
- Katolicy rzymscy – 51,1%
- Ewangelicy – 2,64%
- Ateiści – 8,37%